# Équipe cycliste Top Girls Fassa Bortolo
L'équipe cycliste Top Girls Fassa Bortolo est une équipe cycliste féminine professionnelle italienne créée en 1994. Elle a son siège à Spresiano près de Trévise en Vénétie. Elle est dirigée par Patrizia Zanette. Tatiana Guderzo et Elisa Longo Borghini y ont notamment débuté leurs carrières.

## Histoire
En 2010, des membres de la défunte équipe Selle Italia Ghezzi rejoignent la Top girls Fassa Bortolo : le directeur sportif Walter Zini, ainsi que trois coureuses Sigrid Corneo, Gloria Presti, Silvia Valsecchi.
Elle a son siège à Spresiano près de Trévise en Vénétie.

## Classements UCI
Ce tableau présente les places de l'équipe au classement de l'Union cycliste internationale en fin de saison, ainsi que la meilleure cycliste au classement individuel de chaque saison.
| Classement UCI | Classement UCI         | Classement UCI                              | Classement UCI |
| Année          | Classement par équipes | Meilleure coureuse au classement individuel |                |
| -------------- | ---------------------- | ------------------------------------------- | -------------- |
| 2005           | 19e                    | Tatiana Guderzo (44e)                       |                |
| 2006           | 9e                     | Fabiana Luperini (19e)                      |                |
| 2007           | 38e                    | Anna Farina (254e)                          |                |
| 2008           | 28e                    | Alessandra D'Ettorre (128e)                 |                |
| 2009           | 23e                    | Alessandra D'Ettorre (91e)                  |                |
| 2010           | 12e                    | Alessandra D'Ettorre (43e)                  |                |
| 2011           | 17e                    | Elena Berlato (62e)                         |                |
| 2012           | 29e                    | Barbara Guarischi (79e)                     |                |
| 2013           | 22e                    | Francesca Cauz (36e)                        |                |
| 2014           | 30e                    | Francesca Cauz (328e)                       |                |
| 2015           | 30e                    | Chiara Pierobon (203e)                      |                |
| 2016           | 29e                    | Soraya Paladin (97e)                        |                |
| 2017           | 41e                    | Nadia Quagliotto (245e)                     |                |
| 2018           | 42e                    | Nadia Quagliotto (280e)                     |                |
| 2019           | 37e                    | Laura Tomasi (220e)                         |                |
| 2020           | 33e                    | Maja Perinovic (100e)                       |                |
| 2021           | 33e                    | Debora Silvestri (108e)                     |                |
| 2022           | 37e                    | Greta Marturano (112e)                      |                |
| 2023           | 34e                    | Alessia Vigilia (81e)                       |                |
| 2024           | 63e                    | Elisa De Vallier (524e)                     |                |
|                |                        |                                             |                |
| Source : UCI   |                        |                                             |                |

Entre 2005 et 2015, l'équipe participe à la Coupe du monde. Le tableau ci-dessous présente les classements de l'équipe sur ce circuit, ainsi que sa meilleure coureuse au classement individuel.
| Coupe du monde | Coupe du monde         | Coupe du monde                              | Coupe du monde |
| Année          | Classement par équipes | Meilleure coureuse au classement individuel |                |
| -------------- | ---------------------- | ------------------------------------------- | -------------- |
| 2005           | -                      | Tatiana Guderzo (2e)                        |                |
| 2006           | 20e                    | Eneritz Iturriaga (68e)                     |                |
| 2010           | 11e                    | Elena Berlato (21e)                         |                |
| 2011           | 10e                    | Elena Berlato (15e)                         |                |
| 2014           | 23e                    | Francesca Cauz (91e)                        |                |
|                |                        |                                             |                |
| Source : UCI   |                        |                                             |                |

En 2016, l'UCI World Tour féminin vient remplacer la Coupe du monde.
| UCI World Tour | UCI World Tour         | UCI World Tour                              | UCI World Tour |
| Année          | Classement par équipes | Meilleure coureuse au classement individuel |                |
| -------------- | ---------------------- | ------------------------------------------- | -------------- |
| 2016           | 32e                    | Soraya Paladin (132e)                       |                |
| 2018           | 38e                    | Nadia Quagliotto (144e)                     |                |
| 2020           | 26e                    | Debora Silvestri (134e)                     |                |
| 2021           | 24e                    | Debora Silvestri (114e)                     |                |
| 2022           | 28e                    | Greta Marturano (141e)                      |                |
| 2023           | 37e                    | Alessia Vigilia (203e)                      |                |
| 2024           | 40e                    | Gaia Segato (282e)                          |                |
|                |                        |                                             |                |
| Source : UCI   |                        |                                             |                |

## Principales victoires

### Championnats nationaux
Cyclisme sur route
- Championnats de Croatie : 1
  - Course en ligne : 2019 (Maja Perinovic)
- Championnats d'Espagne  : 2
  - Contre-la-montre : 2006 (Eneritz Iturriaga)
- Championnats d'Italie  : 2
  - Course en ligne : 2006 (Fabiana Luperini)
  - Contre-la-montre : 2005 (Tatiana Guderzo)
- Championnats de Roumanie  : 2
  - Course en ligne : 2017 (Ana Maria Covrig)
  - Contre-la-montre : 2017 (Ana Maria Covrig)

Cyclisme sur piste
- Championnats d'Italie  : 2
  - Poursuite individuelle : 2011 (Silvia Valsecchi)
  - Poursuite par équipes : 2011 (Silvia Valsecchi, Gloria Presti et Simona Frapporti)

### Grands tours
- Tour d'Italie féminin
- Participations : 11 (2005-2015)
  - Victoires d'étapes : 0
  - Victoire finale : 0
  - Podiums : 0
  - Classement annexe : 3
    - Classement de la meilleure jeune : 2011 (Elena Berlato), 2013 (Francesca Cauz)
    - Classement de la meilleure équipe : 2006

## Encadrement de l'équipe
La directrice de l'équipe depuis sa création est Patrizia Zanette. Lucio Rigato est directeur sportif depuis au moins 2005. Roberto Visentin occupe le même poste de 2005 à 2008, puis en 2010 et de 2012 à 2013. Les autres directeurs sportifs de l'équipe sont Fortunato Lacquaniti de 2005 à 2006, Walter Zini en 2010, Marco Follina et Laura Pisaneschi tous deux depuis 2012. En 2016, Massimo Cisotto devient également directeur sportif adjoint.

## Partenaires
Le partenaire principal de l'équipe est l'entreprise italienne Fassa Bortolo qui fabrique des produits destinées à la construction. Depuis 2005, l'équipe court sur des cycles Pinarello. En 2005, le fabricant de café  Hausbrandt Caffé parraine l'équipe. De 2006 à 2009, Raxyline, une entreprise fabricant des objets promotionnels pour les sociétés est partenaire. Enfin en 2011, la société spécialisée dans le rangement Servetto finance l'équipe.

## Top Girls Fassa Bortolo en 2025
Effectif
| Effectif 2025            | Effectif 2025     | Effectif 2025 | Effectif 2025           |
| Cycliste                 | Date de naissance | Pays          | Équipe précédente       |
| ------------------------ | ----------------- | ------------- | ----------------------- |
| Virginia Bortoli         | 19 novembre 2003  | Italie        |                         |
| Alice Bulegato           | 15 février 2006   | Italie        |                         |
| Monica Castagna          | 15 février 2003   | Italie        | Team Mendelspeck (2023) |
| Elisa De Vallier         | 26 juin 2004      | Italie        |                         |
| Alessia Foligno          | 5 novembre 2004   | Italie        |                         |
| Sara Luccon              | 16 octobre 2005   | Italie        |                         |
| Marta Pavesi             | 18 octobre 2005   | Italie        |                         |
| Chiara Reghini           | 1 février 2003    | Italie        |                         |
| Irma Siri                | 22 septembre 2006 | Italie        |                         |
| Alice Toniolli           | 11 novembre 2005  | Italie        |                         |
| Alessia Zambelli         | 31 mai 2006       | Italie        |                         |
|                          |                   |               |                         |
| Source : ProCyclingStats |                   |               |                         |

Victoires
| Victoires | Victoires | Victoires | Victoires | Victoires | Victoires |
| Date      | Course    | Pays      | Classe    | Vainqueur |           |
| --------- | --------- | --------- | --------- | --------- | --------- |